# ستاره آبی
ستاره آبی (Callitriche) سرده‌ای گیاهی با حدود هفده گونه است که امروز بومی اروپا و آمریکای شمالی است و تعداد کمی از گونه‌های آن به‌عنوان گیاهان آبزی‌دانی (آکواریومی) پرورش داده می‌شود.
ستاره آبی پیش از این به عنوان تنها سرده از تیره ستاره‌آبیان به‌شمار می‌آمد اما این تیره هم‌اینک در تیره بارهنگیان (Plantaginaceae) ادغام شده است.